# چوس
چوس (به مجاری:  Csősz) یک شهرداری در مجارستان است که در ناحیه سکش‌فهروار واقع شده‌است. چوس ۱۷٫۱۱ کیلومتر مربع مساحت و ۱٬۰۶۹ نفر جمعیت دارد.